# Henry Ward, 5:e vicomte Bangor
Henry William Crosbie Ward, 5:e vicomte Bangor, född 26 juli 1828, död 23 februari 1911 på Castle Ward, var en irländsk pär, konservativ politiker och militär.

## Biografi
Henry Ward var son till Edward Ward, 3:e vicomte Bangor och hans maka Harriet Margaret Maxwell, dotter till Henry Maxwell, 6:e baron Farnham. Han studerade vid Rugby School i Warwickshire och senare vid Royal Military College i Sandhurst. År 1881 efterträdde han sin äldre bror Edward som vicomte.
År 1846 gick Ward med i brittiska armén och tjänstgjorde i 43:e (Monmouthshire) regementet till fot. Han stred under xhosakrigen men slutade 1854 som kapten. Ward valdes 1886 som pärsrepresentant till brittiska överhuset. Han var deputy lieutenant för Down och grevskapets representativa fredsdomare.
Den 6 december 1854 gifte han sig med den irländska forskaren och författaren Mary King, en kusin till William Parsons, 3:e earl av Rosse och Mary Rosse. Tillsammans fick makarna fem döttrar och tre söner. Hans maka dog 1869 i historiens första bilolycka, som passagerare i en experimentell ångbil byggd av familjen Rosse i Parsonstown. Ward gifte om sig den 8 april 1874 med Elizabeth Eccles, dotter till Hugh Eccles från Cronroe, men äktenskapet förblev barnlöst.
Han dog på sitt residensslott Castle Ward i Down vid 82 års ålder och begravdes fyra dagar senare i Ballycutter. Han efterträddes av Maxwell, sin yngsta och enda överlevande son.